# Takao Suzuki
Pour les articles homonymes, voir Takao Suzuki (linguiste) et Suzuki (homonymie).
Takao Suzuki (木貴男, Suzuki Takao), né le 20 septembre 1976 à Sapporo, est un joueur de tennis professionnel japonais.
Il a commencé à jouer au tennis à l'âge de cinq ans. Il pratique le service-volée.

## Carrière
En 2000, il parvient à remporter 4 tournois Challenger d'affilée, soit 21 matchs consécutifs : Granby, Winnetka, Lexington et Binghamton. Il est proche de rééditer la même performance deux ans plus tard puisqu'il en remporte à trois à la suite : Hô Chi Minh, Kyoto et Osaka. Au total, il compte à son actif 16 tournois Challenger en simple et 9 en double.
En 2006, alors qu'il n'a presque pas joué depuis plus de 8 mois à cause d'une blessure, il frôlé l'exploit en quart de finale de l'Open du Japon en poussant le no 1 mondial Roger Federer au jeu décisif du dernier set. Il s'est incliné finalement sur le score de 4-6, 7-5, 7-63.
Il compte 17 participations consécutives à l'Open du Japon entre 1994 et 2010. C'est dans ce tournoi qu'il a réalisé ses meilleures performances en atteignant les huitièmes de finale à 4 reprises (2002, 2003, 2004 et 2008) et les quarts de finale en 2001 (en étant classé 418e) et 2006 (classé 1078e).
Membre de l'équipe du Japon de Coupe Davis entre 1995 et 2011, il a participé à 3 rencontres en barrages du groupe mondial, en 1998, 2004 et 2007. Il possède les meilleurs statistiques de l'équipe en nombre de matchs joués (41 victoires pour 23 défaites), rencontres disputées (31) et années de présence (13). Il a également le meilleur bilan en double avec 14 victoires dont 9 avec Satoshi Iwabuchi. Il a reçu un Davis Cup Commitment Award pour son engagement dans la compétition.

## Palmarès

### Titre en simple
Aucun

### Finale en simple
Aucune

### Titre en double (1)
| No | Date       | Nom et lieu du tournoi             | Catégorie   | Dotation  | Surface    | Partenaire       | Finalistes               | Score       |          |
| -- | ---------- | ---------------------------------- | ----------- | --------- | ---------- | ---------------- | ------------------------ | ----------- | -------- |
| 1  | 03-10-2005 | AIG Japan Open Championships Tokyo | Series Gold | 665 000 $ | Dur (ext.) | Satoshi Iwabuchi | Simon Aspelin Todd Perry | 5-43, 5-413 | Parcours |

### Finale en double
Aucune

## Parcours dans les tournois duGrand Chelem

### En simple
| Année | Open d'Australie | Open d'Australie | Internationaux de France | Internationaux de France | Wimbledon       | Wimbledon | US Open         | US Open       |
| ----- | ---------------- | ---------------- | ------------------------ | ------------------------ | --------------- | --------- | --------------- | ------------- |
| 1999  | 1er tour (1/64)  | À. Corretja      | —                        | —                        | 1er tour (1/64) | G. Blanco | 1er tour (1/64) | J. van Lottum |
| 2001  | 1er tour (1/64)  | J. I. Chela      | —                        | —                        | —               | —         | —               | —             |
| 2003  | —                | —                | —                        | —                        | 2e tour (1/32)  | K. Kučera | —               | —             |
| 2004  | —                | —                | —                        | —                        | —               | —         | 1er tour (1/64) | P. Goldstein  |
| 2005  | 2e tour (1/32)   | R. Federer       | —                        | —                        | —               | —         | —               | —             |

N.B. : à droite du résultat se trouve le nom de l'ultime adversaire.

### En double
| Année | Open d'Australie | Open d'Australie | Internationaux de France | Internationaux de France | Wimbledon | Wimbledon | US Open                     | US Open              |
| ----- | ---------------- | ---------------- | ------------------------ | ------------------------ | --------- | --------- | --------------------------- | -------------------- |
| 2005  | —                | —                | 1/8 de finale Y-h. Lu    | J. Melzer A. Waske       | —         | —         | —                           | —                    |
| 2006  | —                | —                | —                        | —                        | —         | —         | 1er tour (1/32) S. Iwabuchi | F. López F. Verdasco |

N.B. : le nom du ou de la partenaire se trouve sous le résultat ; le nom des ultimes adversaires se trouve à droite.